# 山下ひろみ
山下 ひろみ（やました ひろみ、本名同じ、1974年1月16日 - ）は広島県佐伯郡佐伯町（現・廿日市市）出身の演歌歌手である。
1990年にトーラスレコード主催の「第1回演歌塾」において優勝し、1992年11月25日に、トーラスレコードより「人生十番勝負」でデビューを果たす。その後、シングル6枚、アルバム3枚をリリース。
2000年8月23日にレコード会社をテイチクエンタテインメントに移籍し新曲「夕月夜」をリリース。
2002年3月31日をもって芸能界を引退し結婚している。

## プロフィール
- 本名：山下ひろみ
- 生年月日：1974年1月16日
- 出身地：広島県佐伯郡佐伯町
- 血液型：B型
- 身長：158cm
- 趣味：リップ収集、スノーボード
- 特技：編み物、料理（和食等）
- 好きな色：黒、白、青
- 好きな花：うすゆき草
- 尊敬する歌手：石川さゆり
- （1997年）「漁協の共済」イメージガールに選ばれる。

## 受賞歴
- TBS「第26回 日本有線大賞（上期）」新人賞受賞（1993年）
- テレビ東京「第12回 メガロポリス歌謡祭」新人賞受賞（1993年）
- 「第2回 板橋新人音楽祭」審査員特別賞受賞（1993年）
- 「第2回 春日八郎奨励賞」受賞（1993年）
- 「第26回 新宿音楽祭」銅賞受賞（1993年）
- 「第5回 NHK新人歌謡コンテスト」入賞（1995年）
- 「演歌ルネッサンス'95」新人歌謡大賞参加（1995年）

## ディスコグラフィ

### シングル
- 1〜7：トーラス、8：テイチク。

| # | 発売日          | 曲順 | タイトル             | 作詞         | 作曲     | 編曲     | 規格品番   |
| - | --------------- | ---- | -------------------- | ------------ | -------- | -------- | ---------- |
| 1 | 1992年 11月25日 | 01   | 人生十番勝負         | 坂口照幸     | 岡千秋   | 南郷達也 | TADL-7346  |
| 1 | 1992年 11月25日 | 02   | 命あげたいの         | 坂口照幸     | 岡千秋   | 南郷達也 | TADL-7346  |
| 2 | 1993年 2月24日  | 01   | 花よ散れ散れこの肩に | 松井由利夫   | 岡千秋   | 南郷達也 | TADL-7352  |
| 2 | 1993年 2月24日  | 02   | 故郷暮色             | 坂口照幸     | 岡千秋   | 南郷達也 | TADL-7352  |
| 3 | 1993年 8月25日  | 01   | みれん船             | 水木かおる   | 遠藤実   | 馬場良   | TADL-7366  |
| 3 | 1993年 8月25日  | 02   | うすゆき草           | 水木かおる   | 遠藤実   | 馬場良   | TADL-7366  |
| 4 | 1995年 1月11日  | 01   | 泣くな玄太郎         | 水木かおる   | 遠藤実   | 馬場良   | TADL-7390  |
| 4 | 1995年 1月11日  | 02   | 夜明け海峡           | 水木かおる   | 遠藤実   | 馬場良   | TADL-7390  |
| 5 | 1996年 2月25日  | 01   | あいつの待ってる港町 | 水木かおる   | 遠藤実   | 前田俊明 | TADL-7415  |
| 5 | 1996年 2月25日  | 02   | 人生男船             | 水木かおる   | 遠藤実   | 前田俊明 | TADL-7415  |
| 6 | 1996年 8月25日  | 01   | 十八鳴浜             | 東海林良     | 大野克夫 | 桜庭伸幸 | TADL-7422  |
| 6 | 1996年 8月25日  | 02   | 花桔梗               | 東海林良     | 大野克夫 | 桜庭伸幸 | TADL-7422  |
| 7 | 1998年 5月2日   | 01   | アジのひらきの三度笠 | 荒木とよひさ | 弦哲也   | 丸山雅仁 | TADL-7505  |
| 7 | 1998年 5月2日   | 02   | 海の女房             | 荒木とよひさ | 弦哲也   | 丸山雅仁 | TADL-7505  |
| 8 | 2000年 8月23日  | 01   | 夕月夜               | 坂口照幸     | 徳久広司 | 前田俊明 | TEDA-10482 |
| 8 | 2000年 8月23日  | 02   | 戻りゃんせ           | 坂口照幸     | 徳久広司 | 前田俊明 | TEDA-10482 |

### アルバム
| 発売日        | タイトル                         | 規格品番  |
| ------------- | -------------------------------- | --------- |
| 1993年8月25日 | みれん船                         | TACL-2371 |
| 1995年6月7日  | 全曲集                           | TACL-2392 |
| 1996年5月25日 | 全曲集〜あいつの待っている港町〜 | TACL-2417 |

### タイアップ曲
| 年     | 楽曲                 | タイアップ                |
| ------ | -------------------- | ------------------------- |
| 1998年 | アジのひらきの三度笠 | NHK「みんなのうた」挿入歌 |